# 中国航空学会
中国航空学会是中华人民共和国航空领域的全国性、学术性、非营利性社会团体，由中国科学技术协会主管。

## 概况
中国航空学会于1964年2月成立，由空气动力学家、航空工程学家沈元担任首任理事长。学会是中国科学技术协会主管的社会团体，是国际航空科学理事会的全权会员单位。
学会共设有26个专业委员会，涵盖了航空的各个专业领域。

## 出版物
- 《航空学报》（中文双月刊）
- 《航空学报》（英文季刊）
- 《航空动力学报》（中文双月刊）
- 《航空材料学报》（中文双月刊）
- 《航空知识》（中文月刊）
- 《航空模型》（中文双月刊）

## 历任理事长
- 第一届（1964年）：沈元
- 第二届（1979年）：沈元
- 第三届（1983年）：季文美
- 第四届（1988年）：季文美
- 第五届（1993年）：朱育理
- 第六届（1999年）：朱育理
- 第七届（2004年）：刘高倬
- 第八届（2009年）：刘高倬
- 第九届（2014年）：林左鸣